# Еми Накаџима
Еми Накаџима (јап. 中島 依美; 27. септембар 1990) јапанска је фудбалерка.

## Репрезентација
За репрезентацију Јапана дебитовала је 2011. године. За тај тим одиграла је 65 утакмица и постигла је 13 голова.

## Статистика
| Јапан  | Јапан | Јапан |
| Год.   | Ута.  | Гол.  |
| ------ | ----- | ----- |
| 2011   | 2     | 0     |
| 2012   | 0     | 0     |
| 2013   | 7     | 1     |
| 2014   | 12    | 4     |
| 2015   | 3     | 1     |
| 2016   | 7     | 1     |
| 2017   | 15    | 2     |
| 2018   | 19    | 4     |
| Укупно | 65    | 13    |